# Хангерфорд, Маргарет, 4-я баронесса Ботро
Маргарет Хангерфорд, в девичестве Маргарет Ботро (англ. Margaret Hungerford; приблизительно 1412 — 7 февраля 1478) — 4-я баронесса Ботро в своём праве (suo jure), жена Роберта Хангерфорда, 2-го барона Хангерфорда.

## Биография
Маргарет была дочерью Уильяма де Ботро, 3-го барона Ботро. Оба её брата и единственная сестра умерли при жизни отца, так что Маргарет стала наследницей титула и родовых владений (1462 год). Ещё в детстве, в 1420 году, она вышла замуж за Роберта Хангерфорда, 2-го барона Хангерфорда, которому родила по крайней мере пять детей: Кэтрин (жену Ричарда Уэста, 7-го барона де Ла Варра), Уильяма, Элеанору, Арнульфа и Роберта, 3-го барона Хангерфорда.
4-я баронесса Ботро умерла в 1478 году и была похоронена в кафедральном соборе Солсбери. Её наследницей стала правнучка — Мария Гастингс.